# Уайкофф, Брук
Брук Уайкофф (англ. Brooke Wyckoff; род. 30 марта 1980 года, Лейк-Форест, штат Иллинойс, США) — американская профессиональная баскетболистка, выступавшая в женской национальной баскетбольной ассоциации. Была выбрана на драфте ВНБА 2001 года во втором раунде под двадцать шестым номером командой «Орландо Миракл». Играла на позиции лёгкого форварда. После окончания игровой карьеры вошла в тренерский штаб родной студенческой команды «Флорида Стэйт Семинолз», в которой работает и в настоящее время.

## Ранние годы
Брук Уайкофф родилась 30 марта 1980 года в городе Лейк-Форест (штат Иллинойс), училась же она в тауншипе Уэст-Честер (штат Огайо) в средней школе Лакота, в которой выступала за местную баскетбольную команду.